# Wzniesienia Południowomazowieckie
Wzniesienia Południowomazowieckie (318.8) – makroregion fizycznogeograficzny w środkowej Polsce, część Nizin Środkowopolskich.
Wzniesienia Południowomazowieckie pod względem hipsometrycznym stanowią region przejściowy od Nizin Środkowopolskich do Wyżyny Małopolskiej.
W okolicach Piotrkowa, Łodzi i Rawy Mazowieckiej wysokości n.p.m. przekraczają 200 m, a nawet 250 m.
Zbudowane są z gliny zwałowej lub piasków lodowcowo-rzecznych. 
Wzniesienia znajdują się częściowo w brzeżnej strefie zlodowacenia warciańskiego.
Dzieli się na 6 mezoregionów:
318.81 Wysoczyzna Bełchatowska
318.82 Wzniesienia Łódzkie
318.83 Wysoczyzna Rawska
318.84 Równina Piotrkowska
318.85 Dolina Białobrzeska
318.86 Równina Radomska